# Бараново (Чернушинский район)
Бараново — деревня в Чернушинском районе Пермского края. Входит в состав Павловского сельского поселения.
Находится примерно в 12 км к востоку от центра города Чернушки.

## История
Известна с 1850 г. как деревня Барановский ключ.

## Население
В 2005 году численность населения составляла 43 человека.
По результатам переписи 2010 года численность населения составила 33 человека, в том числе 17 мужчин и 16 женщин.